# Rally-VM 1988
Rally-VM 1988 vanns av Miki Biasion och Lancia.

## Delsegrare
| Rally               | Vinnare         | Märke  |
| ------------------- | --------------- | ------ |
| Monte Carlo-rallyt  | Bruno Saby      | Lancia |
| Svenska rallyt      | Markku Alén     | Lancia |
| Portugisiska rallyt | Miki Biasion    | Lancia |
| Safarirallyt        | Miki Biasion    | Lancia |
| Korsikanska rallyt  | Didier Auriol   | Ford   |
| Akropolisrallyt     | Miki Biasion    | Lancia |
| Olympusrallyt       | Miki Biasion    | Lancia |
| Nyzeeländska rallyt | Sepp Haider     | Opel   |
| Argentinska rallyt  | Jorge Recalde   | Lancia |
| Finska rallyt       | Markku Alén     | Lancia |
| Elfenbenskustrallyt | Alain Ambrosino | Nissan |
| Sanremorallyt       | Miki Biasion    | Lancia |
| Brittiska rallyt    | Markku Alén     | Lancia |

## Slutställning
| Plats | Förare          | Märke  | Poäng |
| ----- | --------------- | ------ | ----- |
| 1     | Miki Biasion    | Lancia | 115   |
| 2     | Markku Alén     | Lancia | 86    |
| 3     | Alex Fiorio     | Lancia | 76    |
| 4     | Stig Blomqvist  | Ford   | 41    |
| 5     | Timo Salonen    | Mazda  | 33    |
| 6     | Bruno Saby      | Lancia | 32    |
| 6=    | Didier Auriol   | Ford   | 32    |
| 8     | Mikael Ericsson | Lancia | 30    |